# Conspiració de Cellamare
La conspiració de Cellamare és un complot del 1718 per eliminar la regència de Felip III d'Orleans a França. Deriva el seu nom d'Antonio del Giudice, príncep de Cellamare, ambaixador a França del rei Felip V d'Espanya.
Anne-Louise Bénédicte de Bourbon-Condé, esposa de Lluís August de Borbó, fill bastard legitimat de Lluís XIV, va intrigar contra el regent, quan el seu marit havia rebutjat qualsevol paper polític. Ella va entrar en correspondència amb el primer ministre de Felip V, el cardenal italià Julio Alberoni.
Amb el suport de l'ambaixador del rei d'Espanya, el complot es va forjar molt aviat en l'entorn de la duquessa, on trobem una de les seves donzelles, la Marguerite de Launay, baronessa de Staal, que ha deixat unes memòries interessants, el cardenal de Polignac, el duc de Richelieu, i altres personatges menys importants. El pla era treure el Regent, per assignar la regència de Felip V, que es reuniria els Estats Generals de França. El rendiment era tan deficient com el disseny: els conspiradors van fer transcriure a Jean Buvat, escrivent a la biblioteca del rei, documents incriminatoris que volien enviar a Alberoni, i aquesta, terroritzada, es va afanyar a dir tot a Dubois. L'abat retornar les seves còpies i va ordenar que l'informés cada dia.
L'abat Dubois va deixar sortir els despatxos, confiats a un jove sacerdot espanyol, que fou detingut a Poitiers el 5 de desembre de 1718. El 9 de desembre, el regent va fer detenir tots aquells que, directament o indirectament van participar en la conspiració: el príncep de Cellamare, que va ser expulsat immediatament, el duc de Maine, enviat a la fortalesa de Doullens, la duquessa exiliada a Dijon, el duc de Richelieu a la Bastilla, etc. Tots van obtenir el seu perdó després d'uns mesos i ningú va ser enviat al patíbul.
Per iniciativa de l'abat Guillaume Dubois, Secretari d'Estat d'Afers Exteriors, França va formar la Quàdruple Aliança amb el Gran Bretanya, la república de les Set Províncies Unides i el Sacre Imperi Romano Germànic, per contrarestar les pretensions de Felip V, net de Lluís XIV de França, que somiava amb la corona de França, tot i la renúncia obtinguda sota els tractat d'Utrecht, a la mort de Lluís XV.
El 9 de gener de 1719, França va aprofitar l'oportunitat per a declarar la guerra a Espanya, com Anglaterra havia fet el 27 de desembre.